# Engoulevent calédonien
Eurostopodus exul
Espèce
Statut de conservation UICN

 CR D : 
En danger critique
L'Engoulevent calédonien (Eurostopodus exul) est une espèce d'oiseaux de la famille des Caprimulgidae, autrefois considéré comme une sous-espèce de l'Engoulevent moustac (E. mystacalis).
L'espèce n'est connue que par son holotype, une femelle collectée le 21 août 1939 en Nouvelle-Calédonie près du mont Panié. N'ayant pas été retrouvée depuis, elle est présumée éteinte.

## Répartition
Cette espèce est endémique de Nouvelle-Calédonie.